# National Hockey League 1956/1957
National Hockey League 1956/1957 var den 40:e säsongen av NHL. 6 lag spelade 70 matcher i grundserien innan Stanley Cup inleddes den 26 mars 1957. Stanley Cup vanns av Montreal Canadiens som tog sin 9:e titel, efter finalseger mot Boston Bruins med 4-1 i matcher.
Detroit Red Wings Gordie Howe vann poängligan på 89 poäng, 44 mål och 45 assist.

## Grundserien
| Nr | Lag                 | S  | V  | O  | F  | GM  | IM  | MS  | P  |
| -- | ------------------- | -- | -- | -- | -- | --- | --- | --- | -- |
| 1  | Detroit Red Wings   | 70 | 38 | 12 | 20 | 198 | 157 | +41 | 88 |
| 2  | Montreal Canadiens  | 70 | 35 | 12 | 23 | 210 | 155 | +55 | 82 |
| 3  | Boston Bruins       | 70 | 34 | 12 | 24 | 195 | 174 | +21 | 80 |
| 4  | New York Rangers    | 70 | 26 | 14 | 30 | 184 | 227 | −43 | 66 |
| 5  | Toronto Maple Leafs | 70 | 21 | 15 | 34 | 174 | 192 | −18 | 57 |
| 6  | Chicago Black Hawks | 70 | 16 | 15 | 39 | 169 | 225 | −56 | 47 |

## Poängligan 1956/1957
Not: SM = Spelade matcher, M = Mål, A = Assists, Pts = Poäng
| Spelare         | Lag                 | SM | M  | A  | Pts |
| --------------- | ------------------- | -- | -- | -- | --- |
| Gordie Howe     | Detroit Red Wings   | 70 | 44 | 45 | 89  |
| Ted Lindsay     | Detroit Red Wings   | 70 | 30 | 55 | 85  |
| Jean Beliveau   | Montreal Canadiens  | 69 | 33 | 51 | 84  |
| Andy Bathgate   | New York Rangers    | 70 | 27 | 50 | 77  |
| Ed Litzenberger | Chicago Black Hawks | 70 | 32 | 32 | 64  |

## Slutspelet 1957
4 lag gjorde upp om Stanley Cup-pokalen, matchserierna avgjordes i bäst av sju matcher.
Semifinaler
Detroit Red Wings vs. Boston Bruins
| Datum   | Hemma             | Mål | Borta             | Mål |
| ------- | ----------------- | --- | ----------------- | --- |
| 26 mars | Detroit Red Wings | 1   | Boston Bruins     | 3   |
| 28 mars | Detroit Red Wings | 7   | Boston Bruins     | 2   |
| 31 mars | Boston Bruins     | 4   | Detroit Red Wings | 3   |
| 2 april | Boston Bruins     | 2   | Detroit Red Wings | 0   |
| 4 april | Detroit Red Wings | 3   | Boston Bruins     | 4   |

Boston Bruins vann semifinalserien med 4-1 i matcher
Montreal Canadiens vs. New York Rangers
| Datum   | Hemma              | Mål | Borta              | Mål | Not      |
| ------- | ------------------ | --- | ------------------ | --- | -------- |
| 26 mars | New York Rangers   | 1   | Montreal Canadiens | 4   |          |
| 28 mars | New York Rangers   | 4   | Montreal Canadiens | 3   | SD 13:38 |
| 30 mars | Montreal Canadiens | 8   | New York Rangers   | 3   |          |
| 2 april | Montreal Canadiens | 3   | New York Rangers   | 1   |          |
| 4 april | Montreal Canadiens | 4   | New York Rangers   | 3   | SD 01:11 |

Montreal Canadiens vann semifinalserien med 4-1 i matcher

## Stanley Cup-final
Montreal Canadiens vs. Boston Bruins
| Datum    | Hemma              | Mål | Borta              | Mål | Spelplats             |
| -------- | ------------------ | --- | ------------------ | --- | --------------------- |
| 6 april  | Montreal Canadiens | 5   | Boston Bruins      | 1   | Forum, Montreal       |
| 9 april  | Montreal Canadiens | 1   | Boston Bruins      | 0   | Forum, Montreal       |
| 11 april | Boston Bruins      | 2   | Montreal Canadiens | 4   | Boston Garden, Boston |
| 14 april | Boston Bruins      | 2   | Montreal Canadiens | 0   | Boston Garden, Boston |
| 16 april | Montreal Canadiens | 5   | Boston Bruins      | 1   | Forum, Montreal       |

Montreal Canadiens vann finalserien med 4-1 i matcher

## NHL awards
| 1956–57 NHL awards            | 1956–57 NHL awards                 |
| ----------------------------- | ---------------------------------- |
| Prince of Wales Trophy:       | Detroit Red Wings                  |
| Art Ross Memorial Trophy:     | Gordie Howe, Detroit Red Wings     |
| Calder Memorial Trophy:       | Larry Regan, Boston Bruins         |
| Hart Memorial Trophy:         | Gordie Howe, Detroit Red Wings     |
| James Norris Memorial Trophy: | Doug Harvey, Montreal Canadiens    |
| Lady Byng Memorial Trophy:    | Andy Hebenton, New York Rangers    |
| Vezina Trophy:                | Jacques Plante, Montreal Canadiens |

## All-Star
| Första                            | Position | Andra                                |
| --------------------------------- | -------- | ------------------------------------ |
| Glenn Hall, Detroit Red Wings     | M        | Jacques Plante, Montreal Canadiens   |
| Doug Harvey, Montreal Canadiens   | B        | Fern Flaman, Boston Bruins           |
| Red Kelly, Detroit Red Wings      | B        | Bill Gadsby, New York Rangers        |
| Jean Beliveau, Montreal Canadiens | C        | Ed Litzenberger, Chicago Black Hawks |
| Gordie Howe, Detroit Red Wings    | HF       | Maurice Richard, Montreal Canadiens  |
| Ted Lindsay, Detroit Red Wings    | VF       | Real Chevrefils, Boston Bruins       |